# Spoorlijn Mantes-la-Jolie - Cherbourg
De Spoorlijn Mantes-la-Jolie - Cherbourg is een Franse spoorlijn van Mantes-la-Jolie naar Cherbourg. De lijn is 313,1 km lang en heeft als lijnnummer 366 000.

## Geschiedenis
De lijn werd in gedeeltes geopend door de Compagnie des chemins de fer de l'Ouest. Van Mantes-la-Jolie naar Lisieux op 1 juli 1855, van Lisieux naar Caen-Est op 29 december 1855, van Caen-Est naar Caen op 1 juli 1857 en van Caen naar Cherbourg op 17 juli 1858.

## Treindiensten
De SNCF verzorgt het personenvervoer op dit traject met TER en Transilien treinen.
| Serie | Treinsoort | Route                                                                            | Bijzonderheden |
| ----- | ---------- | -------------------------------------------------------------------------------- | -------------- |
| K 2+  | TER (SNCF) | Paris Saint-Lazare – Caen – Lison – Cherbourg                                    |                |
| K 3+  | TER (SNCF) | Paris Saint-Lazare – Évreux-Normandie – Lisieux – Trouville-Deauville            |                |
| K 2   | TER (SNCF) | Caen – Lison – Cherbourg                                                         |                |
| K 39  | TER (SNCF) | Caen – Argentan – Surdon – Alençon – Le Mans – Écommoy – Château-du-Loir – Tours |                |
| C 2   | TER (SNCF) | Paris-Saint-Lazare – Évreux-Normandie – Serquigny                                |                |
| C 12  | TER (SNCF) | Caen – Lison – Granville – Pontorson-Mont-Saint-Michel – Rennes                  |                |
| C 13  | TER (SNCF) | Caen – Mézidon – Lisieux                                                         |                |
| P 10  | TER (SNCF) | Caen – Lisieux – Serquigny – Elbeuf-Saint-Aubin – Rouen-Rive-Droite              |                |

## Aansluitingen
In de volgende plaatsen is of was er een aansluiting op de volgende spoorlijnen:
Mantes-la-Jolie
RFN 340 000, spoorlijn tussen Paris-Saint-Lazare en Le Havre
RFN 366 306, raccordement van Piquettes
Bueil
RFN 370 000, spoorlijn tussen Saint-Georges-Motel en Grand-Quevilly
Saint-Aubin-du-Vieil-Évreux
RFN 397 000, spoorlijn tussen Dreux en Saint-Aubin-du-Vieil-Évreux
RFN 404 950, fly-over van Saint-Aubin-du-Vieil-Évreux
Évreux-Normandie
RFN 371 000, spoorlijn tussen Évreux-Normandie en Acquigny
RFN 375 000, spoorlijn tussen Évreux-Normandie en Quetteville
Conches
RFN 398 000, spoorlijn tussen Saint-Martin-d'Écublei en Conches
aansluiting Mesnil-Gal
RFN 399 300, raccordement van Mesnil-Gal
aansluiting Serquigny
RFN 374 300, raccordement van Serquigny
Serquigny
RFN 372 000, spoorlijn tussen Serquigny en Oissel
Bernay
RFN 400 000, spoorlijn tussen Échauffour en Bernay
Lisieux
RFN 390 000, spoorlijn tussen Lisieux en Trouville-Deauville
RFN 401 000, spoorlijn tussen La Trinité-de-Réville en Lisieux
Mesnil-Mauger
RFN 402 000, spoorlijn tussen Sainte-Gauburge en Mesnil-Mauger
Mézidon
RFN 366 311, raccordement van Mézidon
RFN 379 000, spoorlijn tussen Mézidon en Trouville-Deauville
RFN 430 000, spoorlijn tussen Le Mans en Mézidon
Caen
RFN 380 000, spoorlijn tussen Caen en Dozulé-Putot
RFN 383 300, raccordement maritime van Caen
RFN 383 900, bedieningsspoor ZI de Blainville
RFN 412 000, spoorlijn tussen Caen en Cerisy-Belle-Étoile
RFN 413 000, spoorlijn tussen Caen en Vire
lijn tussen Caen en Courseulles
Lison
RFN 415 000, spoorlijn tussen Lison en Lamballe
Neuilly
RFN 381 000, spoorlijn tussen Neuilly-la-Forêt en Isigny-sur-Mer
Carentan
RFN 418 000, spoorlijn tussen Carentan en Carteret
Montebourg
lijn tussen Montebourg en Barfleur
Valognes
lijn tussen Valognes en Barfleur
Sottevast
RFN 417 000, spoorlijn tussen Coutances en Sottevast
Cherbourg
RFN 366 106, aansluiting Cherbourg-Maritime
RFN 366 536, raccordement maritime van Homet
lijn tussen Cherbourg en Barfleur

## Elektrische tractie
De lijn werd in 1996 geëlektrificeerd met een spanning van 25.000 volt 50 Hz. 

## Galerij

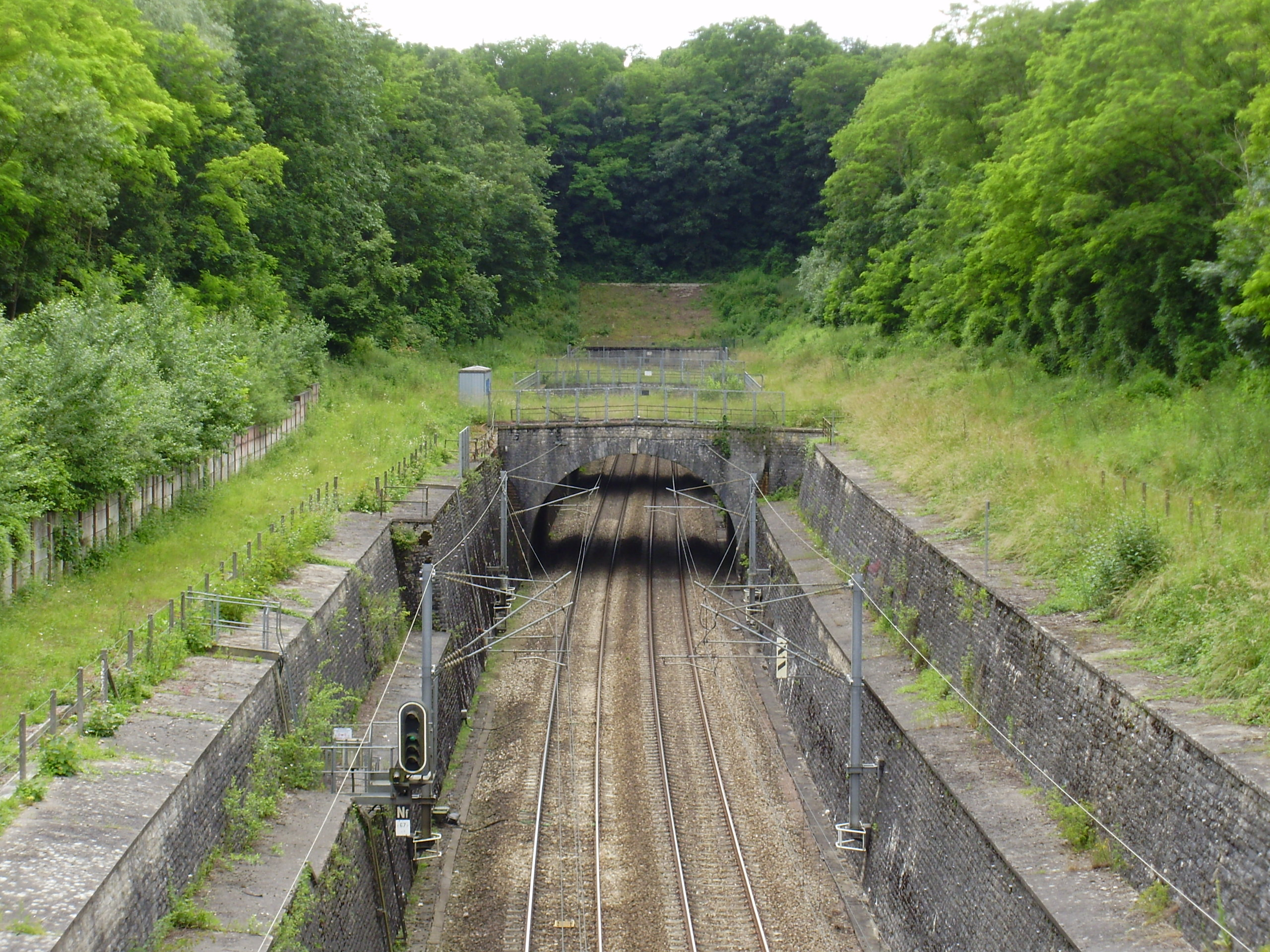
Oostportaal van de tunnel van Bréval
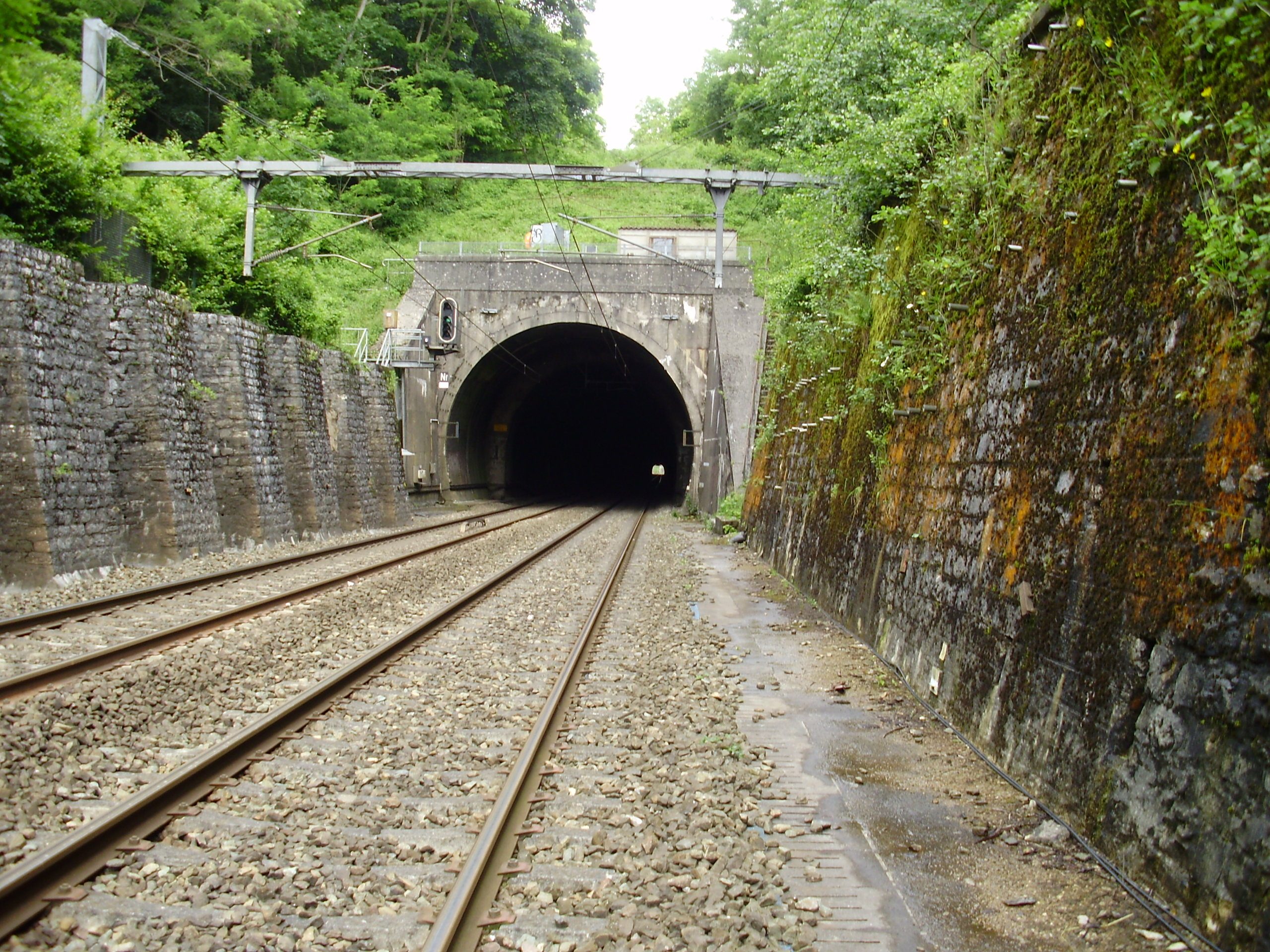
Westportaal van de tunnel van Bréval
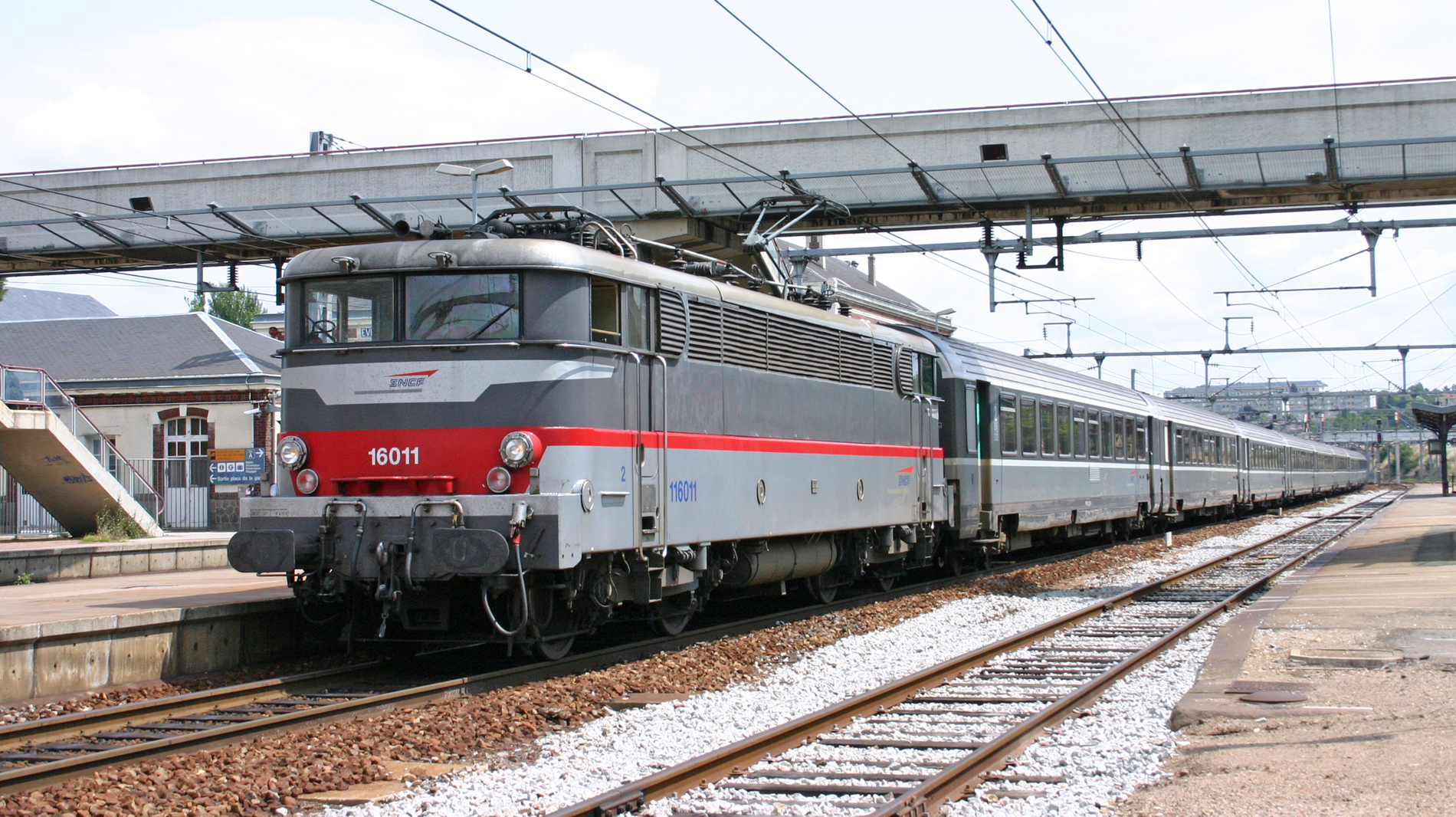
Trein in station Evreux
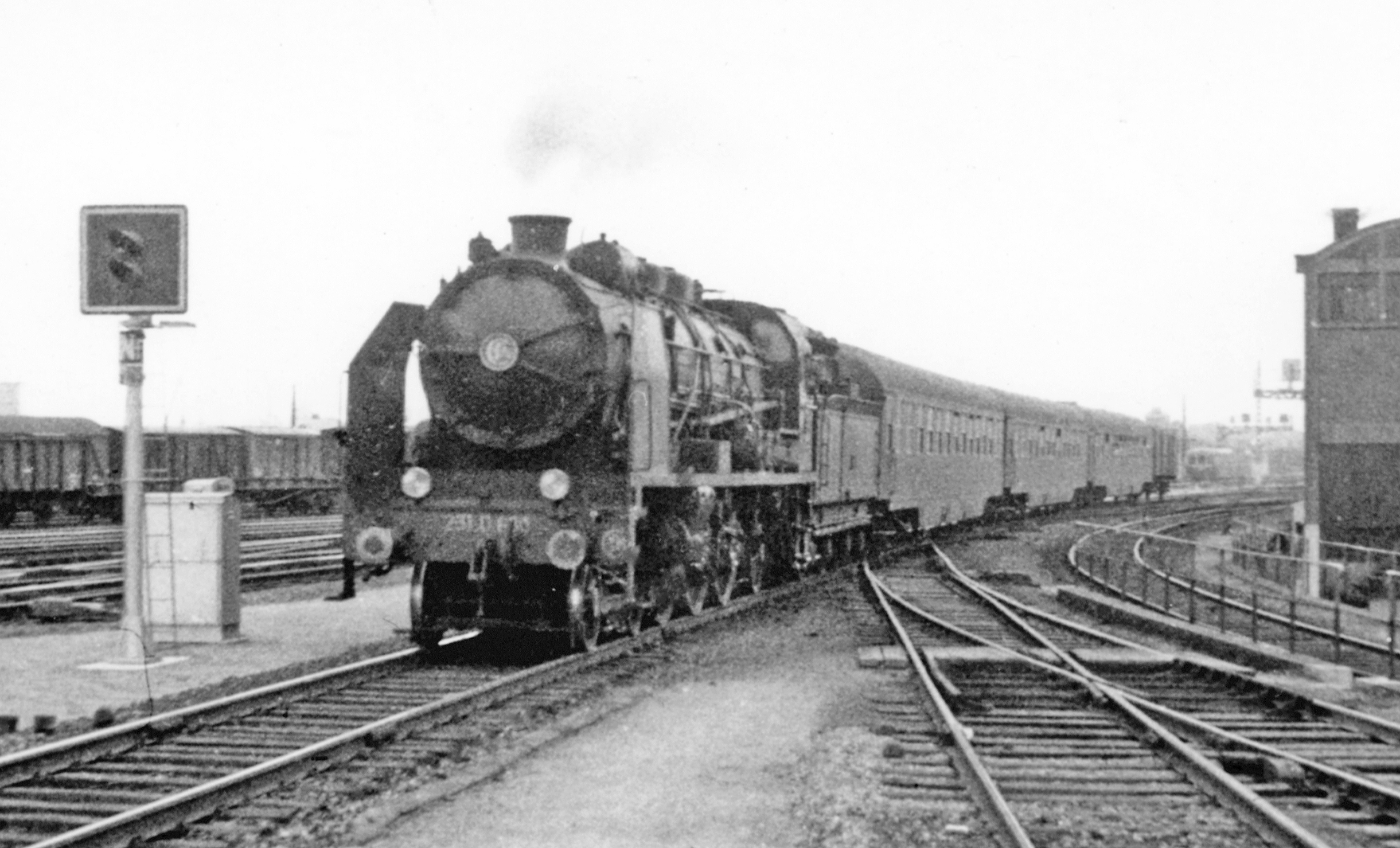
Stoomtrein in Caen in 1956
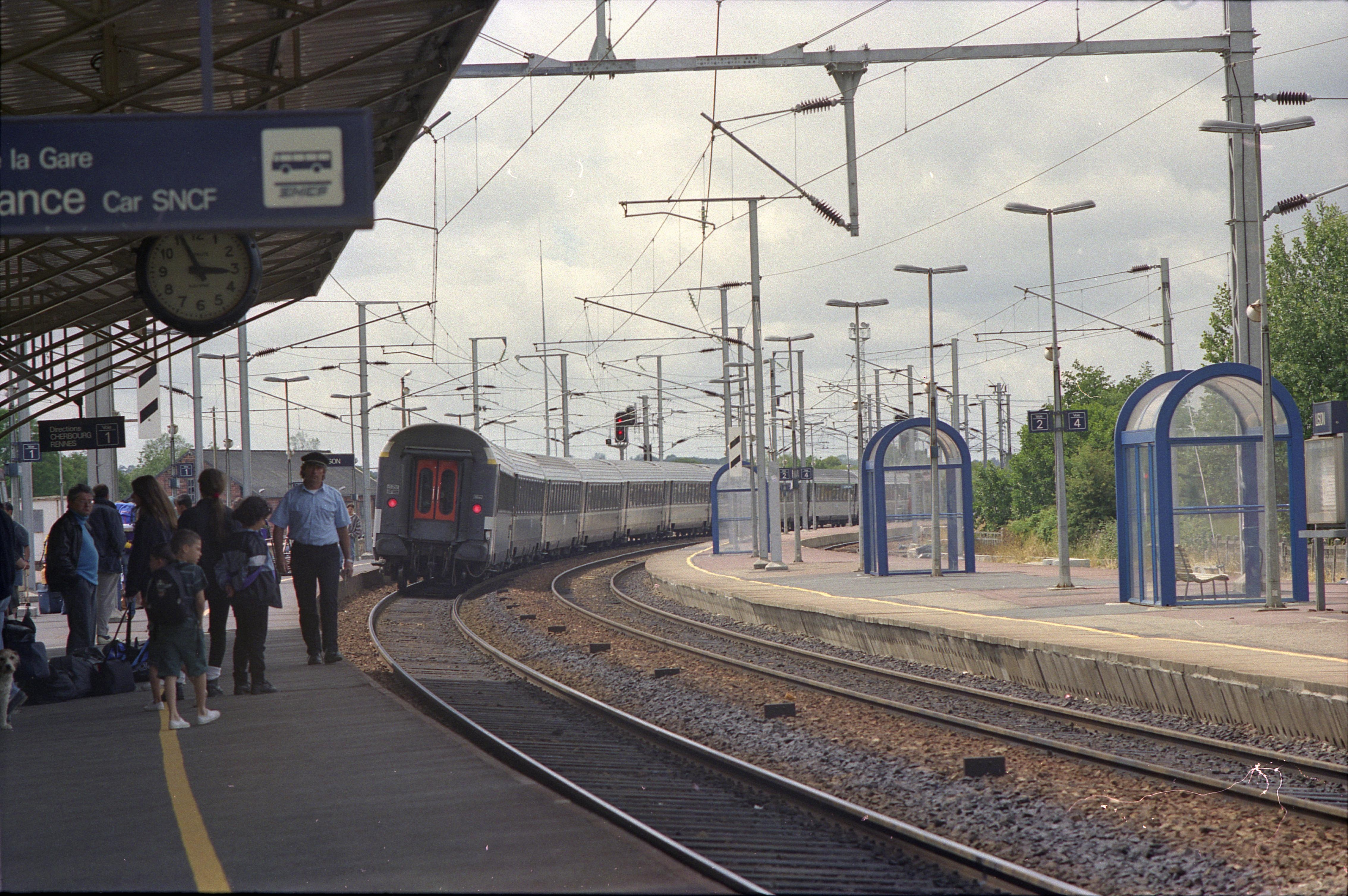
Trein in station Lison
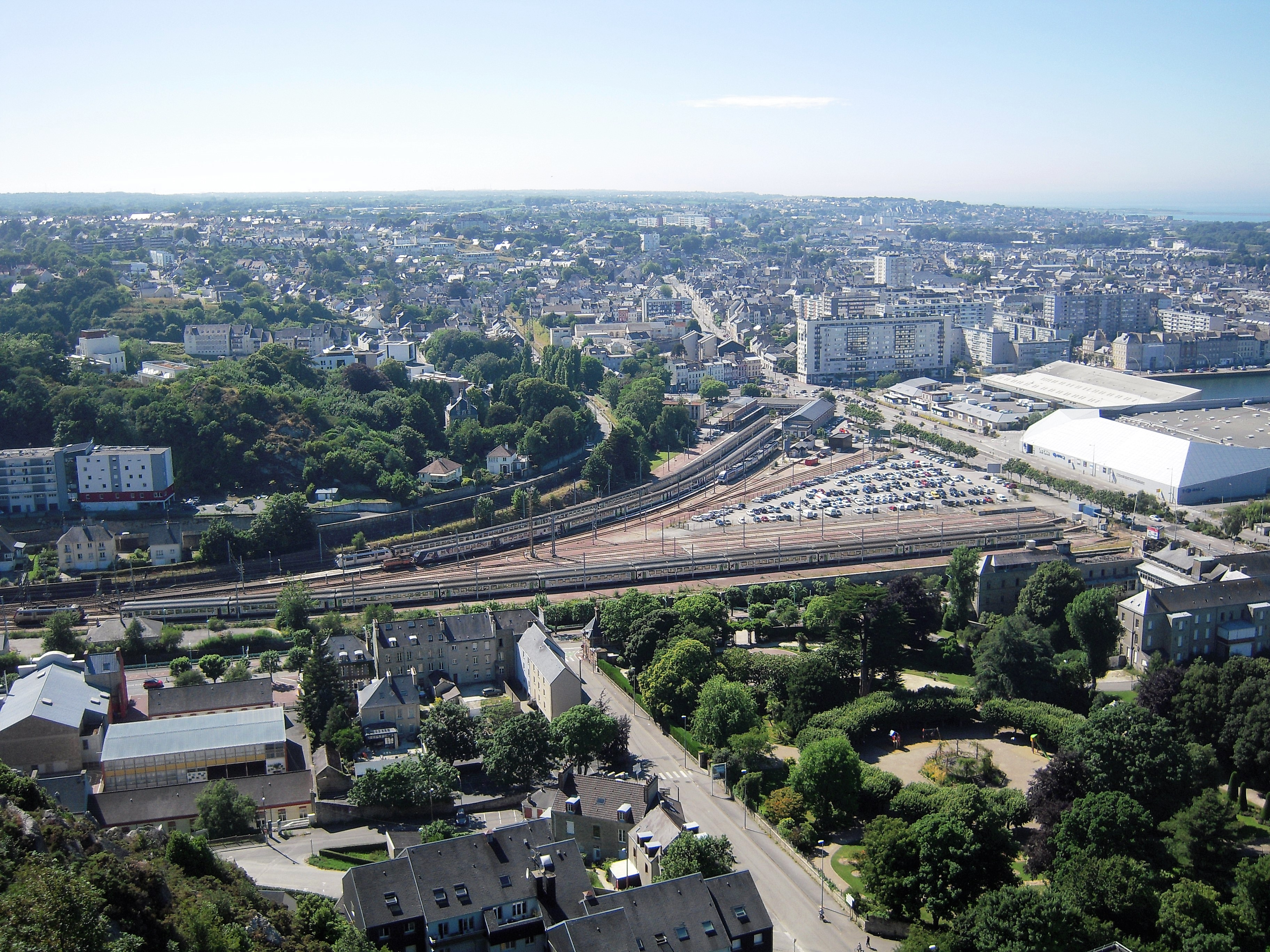
Station Cherbourg